# Diócesis de Wiawso
La diócesis de Wiawso (en latín: Dioecesis Viavsensis y en inglés: Roman Catholic Diocese of Wiawso) es una circunscripción eclesiástica de la Iglesia católica en Ghana. Se trata de una diócesis latina, sufragánea de la arquidiócesis de Cape Coast. Desde el 26 de enero de 2023 su obispo es Samuel Nkuah-Boateng.

## Territorio y organización
La diócesis tiene 8696 km² y extiende su jurisdicción sobre los fieles católicos de rito latino residentes en los distritos de: Bia, Juabeso, Sefwi-Wiawso, Bibiani-Anhwiaso-Bekwai y Aowin-Suaman, de la región Occidental.
La sede de la diócesis se encuentra en la ciudad de Wiawso, en donde se halla la Catedral de San José.
En 2022 en la diócesis existían 34 parroquias.

## Historia
La diócesis fue erigida el 22 de diciembre de 1999 con la bula Ad efficacius consulendum del papa Juan Pablo II, derivando el territorio de la diócesis de Sekondi-Takoradi.

## Estadísticas
Según el Anuario Pontificio 2023 la diócesis tenía a fines de 2022 un total de 112 000 fieles bautizados.
| Año                                                                             | Población            | Población | Población      | Sacerdotes | Sacerdotes    | Sacerdotes    | Bautizados por sacerdote | Diáconos permanentes | Religiosos | Religiosos | Parroquias |
| Año                                                                             | Bautizados católicos | Total     | % de católicos | Total      | Clero secular | Clero regular | Bautizados por sacerdote | Diáconos permanentes | Varones    | Mujeres    | Parroquias |
| ------------------------------------------------------------------------------- | -------------------- | --------- | -------------- | ---------- | ------------- | ------------- | ------------------------ | -------------------- | ---------- | ---------- | ---------- |
| 1999                                                                            | 136 036              | 641 500   | 21.2           | 41         | 41            |               | 3317                     |                      | 5          | 6          | 9          |
| 2000                                                                            | 136 036              | 641 500   | 21.2           | 41         | 41            |               | 3317                     |                      | 5          | 6          | 9          |
| 2001                                                                            | 152 856              | 557 397   | 27.4           | 22         | 21            | 1             | 6948                     |                      | 6          | 6          | 10         |
| 2002                                                                            | 153 620              | 579 693   | 26.5           | 25         | 24            | 1             | 6144                     |                      | 5          | 8          | 11         |
| 2003                                                                            | 156 692              | 579 770   | 27.0           | 28         | 27            | 1             | 5596                     |                      | 5          | 8          | 11         |
| 2004                                                                            | 160 514              | 597 163   | 26.9           | 22         | 22            |               | 7296                     |                      | 5          | 4          | 13         |
| 2010                                                                            | 190 419              | 677 216   | 28.1           | 30         | 30            |               | 6347                     |                      | 6          | 4          | 20         |
| 2014                                                                            | 203 000              | 749 000   | 27.1           | 35         | 35            |               | 5800                     |                      | 3          | 5          | 22         |
| 2017                                                                            | 215 900              | 796 000   | 27.1           | 39         | 38            | 1             | 5535                     |                      | 4          | 7          | 25         |
| 2020                                                                            | 107 002              | 909 004   | 11.8           | 41         | 41            |               | 2609                     |                      | 5          | 7          | 29         |
| 2022                                                                            | 112 000              | 949 000   | 11.8           | 49         | 49            |               | 2285                     |                      | 5          | 7          | 34         |
| Fuente: Catholic-Hierarchy, que a su vez toma los datos del Anuario Pontificio. |                      |           |                |            |               |               |                          |                      |            |            |            |

## Episcopologio
- Joseph Francis Kweku Essien (22 de diciembre de 1999-26 de enero de 2023 retirado)
- Samuel Nkuah-Boateng, desde el 26 de enero de 2023